# Brady bond

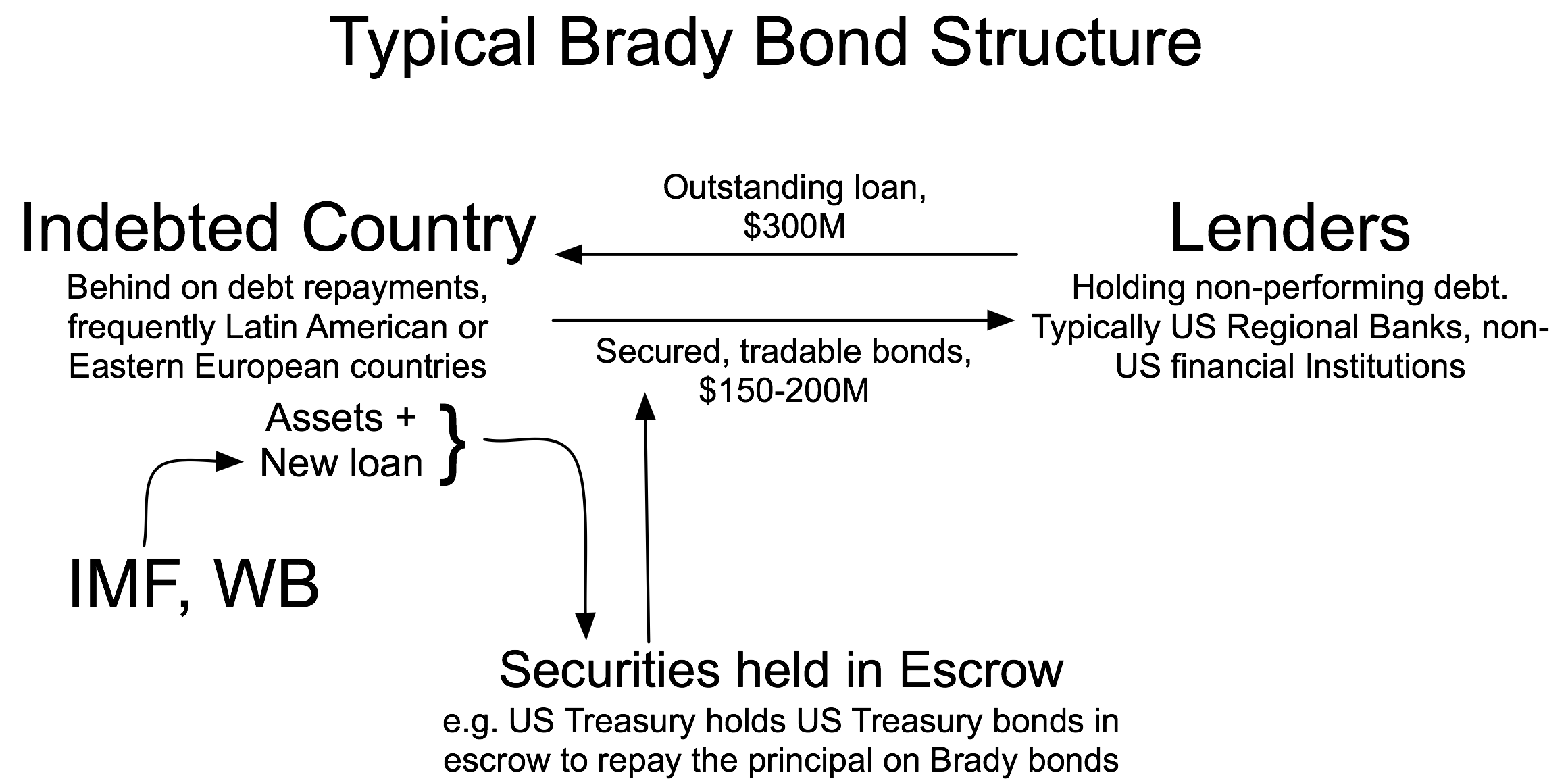
Le parti coinvolte nella ristrutturazione del debito Brady Bond e transazioni relative. Ammontari circa prestiti e obbligazioni sono solo illustrativi.

I Brady bond sono delle obbligazioni denominate in dollari emesse per lo più dai paesi latino americani sul finire degli anni ottanta. Le obbligazioni sono state chiamate così in nome di Nicholas Brady, allora Segretario al tesoro degli Stati Uniti d'America, che propose un accordo di riduzione del debito per i paesi in via di sviluppo.
Le singole emissioni di obbligazioni raramente erano al di sotto di 125 milioni di dollari e i creditori dovettero accettare spesso perdite nell'ordine del 30-50% in termini di riduzione del valore nominale o tramite tassi di interesse al di sotto dei valori di mercato. Secondo l'EMTA, un'associazione di categoria del settore finanziario, la maggior parte dei creditori che accettarono i Brady Bond per i prestiti in essere erano piccole banche commerciali o istituzioni finanziarie (statunitensi e non) invece che grandi banche.

## Tipi
C'erano due tipi principali di obbligazioni Brady:
- Titoli alla pari emessi al valore nominale pari al prestito originale, ma la cedola sui titoli inferiore a tasso di mercato.
- Titoli scontati emessi a sconto rispetto al valore originario del prestito ma con cedola a tasso di mercato.

In entrambi i casi il pagamento di capitale e interessi era solitamente garantito.
Altre tipologie meno comuni includevano front-loaded interest-reduction bonds (FLIRB), new-money bonds, debt-conversion bonds (DCB) e past-due interest bonds (PDI). In ogni caso tutte le diverse tipologie generalmente prevedevano una forma di "haircut" (lett. "taglio di capelli") ossia uno sconto sul debito da rimborsare.
Erano previste garanzie legate alle obbligazioni Brady incluse forme di pegno per garantire interessi e capitale ma non tutte le obbligazioni possedevano queste forme di garanzia e le caratteristiche specifiche variano da emissione ad emissione.